# Prethodno priopćenje
Prethodno priopćenje (eng. preliminary communication), oblik znanstvenog rada. Predstavlja kraću obavijest o rezultatima znanstvenog istraživanja. Ne sadrži sve potankosti primijenjenih metoda. Poslije njega slijedi izvorni znanstveni članak o istoj temi. Razlikuje se od kratkog priopćenja kojemu je srodno.